# Bobrow
Bobrow (russisch Бобро́в) ist eine Stadt in der Oblast Woronesch (Russland) mit 19.738 Einwohnern (Stand 14. Oktober 2010).

## Geografie
Die Stadt liegt in der Oka-Don-Ebene etwa 150 km südöstlich der Oblasthauptstadt Woronesch am rechten Ufer des Bitjug, eines linken Nebenflusses des Don.
Bobrow ist Verwaltungszentrum des gleichnamigen Rajons.
Die Stadt liegt an der auf diesem Abschnitt 1895 eröffneten Eisenbahnstrecke Charkiw – Balaschow – Pensa.

## Geschichte
Der Ort wurde 1685 erstmals als Aufkaufsstelle für Biberfelle (russisch бобр/bobr für „Biber“, daher der Ortsname) urkundlich erwähnt. Die Tiere wurden in der Umgebung am Fluss Bitjug gejagt.
1698 entstand die Siedlung Bobrowskaja sloboda, welche 1779 unter dem heutigen Namen Stadtrecht erhielt.

## Bevölkerungsentwicklung
| Jahr | Einwohner |
| ---- | --------- |
| 1897 | 3.884     |
| 1939 | 6.962     |
| 1959 | 7.601     |
| 1970 | 17.977    |
| 1979 | 21.448    |
| 1989 | 21.258    |
| 2002 | 20.806    |
| 2010 | 19.738    |

Anmerkung: Volkszählungsdaten

## Kultur und Sehenswürdigkeiten
In der Stadt sind eine Reihe von Kaufmannswohnhäusern und Verwaltungsgebäuden aus dem 19. und frühen 20. Jahrhundert erhalten.
Im nahen Dorf Sloboda (früher Chrenowoje) existiert seit 1776 das vom Grafen Alexei Orlow-Tschesmenski gegründete staatliche Chrenowoje-Gestüt, auf welchem die berühmten Orlow-Traber erstmals gezüchtet wurden und bis heute werden. Das ursprüngliche Architekturensemble ist weitgehend erhalten und seit 1960 als Baudenkmal geschützt.

## Wirtschaft
In Bobrow gibt es Betriebe der Lebensmittelindustrie, z. B. des Deutschen  Milchkontors und der Bauwirtschaft, eine Musikinstrumenten- und eine Möbelfabrik.

## Persönlichkeiten
- Jewgeni Alexejewski (1906–1979), sowjetischer Funktionär und Politiker